# Rechter Fernerkogel
De Rechter Fernerkogel is een 3300 meter (volgens andere bronnen 3298 meter) hoge berg in de Weißkam in de Ötztaler Alpen in het Oostenrijkse Tirol.
De berg ligt aan het einde van het Pitztal en wordt omgeven door de gletsjer Mittelbergferner. Ten noordoosten van de top, aan de rand van de Mittelbergferner, ligt de 3277 meter hoge Linker Fernerkogel.
De eerste beklimming van de top vond plaats in 1874, toen Carl Zöppritz samen met de gidsen Alois Grüner en G. Praxmarer de top bereikte. Een beklimming van de berg begint meestal bij de Braunschweiger Hütte. De top kan van daar over de noordwestkam (UIAA-moeilijkheidsgraad II) in ongeveer anderhalf uur worden bereikt. De tocht over zuidwestelijke kam neemt ongeveer drie uur in beslag. Ook het bergstation van de Pitzexpress bij Mandarfen (gemeente Sankt Leonhard im Pitztal) op 2841 meter hoogte kan dienen als startpunt. De tocht vanaf hier naar de top neemt gemiddeld vierenhalf uur in beslag, waarbij ongeveer acht kilometer afstand wordt afgelegd.